# Statens Institut for Strålebeskyttelse
Statens Institut for Strålebeskyttelse er et institut under Sundhedsstyrelsen. De primære opgaver handler om beskyttelse mod radioaktivitet, samt tilsyn med nukleare installationer. Opgaverne har mest administrativ karakter.
En del af instituttets opgaver udføres i tæt samarbejde med Beredskabsstyrelsen, Nukleart beredskab og ikke mindst IAEA.
Instituttet blev oprettet i 1961. I maj 2007 fik det sit nuværende navn. Indtil da hed det Statens Institut for Strålehygiejne.